# Richard Simon
Richard Simon (Dieppe, 13 maggio 1638 – Dieppe, 11 aprile 1712) è stato un teologo e biblista francese. 
È considerato uno degli iniziatori della critica biblica grazie al suo "Histoire critique", inteso dall'autore come un tentativo di risposta al Trattato teologico-politico di Spinoza.

## Biografia
Nato a Dieppe il 13 maggio 1638, studiò a Dieppe, Rouen e Parigi, dove, nel 1662, entrò nell'Oratorio di Gesù e Maria Immacolata di Francia dedicandosi allo studio delle lingue semitiche e della storia biblica e cristiana antica. Ordinato sacerdote nel 1670, pubblicò anonimo un opuscolo, per difendere i Giudei di Metz dall'accusa di avere ucciso un bambino cristiano. La sua opera principale, che lo fece in seguito considerare come il padre della moderna critica biblica, è l'Histoire critique du Vieux Testament (Parigi 1678).
L'Histoire, eruditissima e condotta con esame critico dei testi originali, enunciava anche dei principi nuovi, fra l'altro che "Mosè non può essere autore di tutto ciò che sta nei libri che gli sono attribuiti"; inoltre, moltiplicava ipotesi arbitrarie ed esponeva il tutto in maniera che fu giudicata infetta di razionalismo. Secondo Simon, il principale autore del Pentateuco fu lo scriba Esdra. Egli riteneva che Mosè avesse istituito una corporazione di scribi o scrittori pubblici incaricata di registrare per iscritto i principali eventi della storia del popolo eletto, trascrivendo poi questi antichi documenti per le generazioni future del popolo di Israele.
Appena apparsa, l'opera incontrò la più viva ostilità nel giansenista Antoine Arnauld da una parte, e nel vescovo Bossuet dall'altra; e più tardi in moltissimi altri cattolici e protestanti; Bossuet promosse un decreto governativo del 19 giugno 1678, che comandava la distruzione dell'intera edizione: e in realtà poche copie sfuggirono all'esecuzione del decreto. Ma una di queste capitò in mano all'Elzevir, che contro il volere dell'autore la ristampò (Amsterdam 1680) in maniera poco accurata; questa scadente edizione, messa all'Indice nel 1683, fu tradotta in latino (Amsterdam 1681), ma più tardi apparvero una nuova edizione curata da Simon con aggiunte (Rotterdam 1685), a cui ne seguirono parecchie altre, tra cui una traduzione inglese.
Dimesso dall'Oratorio nel 1678 per le polemiche suscitate dalla Histoire, Simon divenne parroco a Bolleville in Normandia; dopo circa due anni si trasferì a Parigi per riprendervi la preparazione delle altre sue opere; più tardi si ritirò nel paese natale, ove morì.
I suoi successivi scritti sono: Histoire critique du texte du Nouveau Testament, Rotterdam 1689, da taluni stimata superiore all'opera precedente sull'Antico Testamento, e che ebbe due edizioni e fu tradotta in inglese e tedesco; Histoire critique des versions du Nouveau Testament, Rotterdam 1690, tradotta in inglese e tedesco; Histoire critique des principaux commentateurs du Nouveau Testament, Rotterdam 1893, contro cui Bossuet scrisse la Défense de la tradition et des Pères apparsa postuma (Amsterdam 1753); Nouvelles observations sur le texte et les versions du Nouveau Testament, Parigi 1695, in cui Simon critica la traduzione giansenista del Nuovo Testamento, Le Nouveau Testament ... traduit sur l'ancienne édition latine, voll. 4, Trévoux 1702; e altri scritti minori. Le principali di queste opere, compresa l'ultima, furono messe all'Indice.

## Opere
- (FR) Richard Simon, Factum servant de réponse au livre intitulé Abrégé du procès fait aux Juifs de Metz, Paris, 1670.
- (LA) Richard Simon, Fides Ecclesiae orientalis, seu Gabrielis Metropolitae Philadelphiensis opuscula, cum interpretatione Latina, cum notis, Paris, 1671.
- (FR) Richard Simon, Histoire critique du Vieux Testament, Paris, 1678.
- (FR) Richard Simon, Histoire critique du texte du Nouveau Testament, où l’on établit la vérité des actes sur lesquels la Religion chrétienne est fondée, Rotterdam, chez Reinier Leers, 1689.
- (FR) Richard Simon, Histoire critique des principaux commentateurs, Rotterdam, chez Reinier Leers, 1693.
- (FR) Richard Simon, Cérémonies et coutumes qui s'observent aujourd'hui parmi les juifs, Paris, J. Cochart, 1710. Traduzione di un testo di Leone da Modena, rabbino di Venezia.
- (FR) Richard Simon, Histoire critique des dogmes des chrétiens orientaux, Trévoux, 1711.